# ハルキウの戦い (2022年)
ハルキウの戦い（ハルキウのたたかい）は、 2022年のロシアのウクライナ侵攻において、ウクライナ北東部攻勢の一環として、ウクライナのハルキウ州ハルキウ市（ハリコフ）とその周辺において行われた戦闘行為である。
ハルキウは、ロシアとの国境から南にわずか30キロメートルに位置し、ロシア語話者も多く、更にウクライナで2番目に大きな都市であることから、ロシア連邦軍の主要な標的となった。今回の侵略の中でも最も激しい戦いの一つと認識されており、ウクライナの大統領顧問オレクシイ・アレストビッチは「21世紀のスターリングラードだ」と表現した。
2022年5月13日までにウクライナ軍は市を包囲しようとするロシア軍を押し戻し、翌14日、米国のシンクタンク戦争研究所（ISW）は、ハルキウの戦いはウクライナの勝利と報じた。
5月16日未明、ウクライナ国防省は同国軍がハルキウ州からロシア軍を撤退させ、ロシアとの国境地帯まで到達したと発表した。
Visegrád 24は同日、ウクライナ軍がロシアとの国境まで到達、国境標識を設置し、ウォロディミル・ゼレンスキー大統領に任務遂行を報告、集合写真を撮影したことを動画とともに報じた。

## 戦闘経過

### 2月
2月24日、ベルゴロドに集結したロシア軍が国境を越え、ハルキウに向かって前進を開始し、これにウクライナ側は抵抗した。ロシア軍による集中砲火により少年が死亡した。
2月25日まで、都市の北部郊外にある村の近くで激しい戦闘が勃発したが、ウクライナ軍はロシア軍に対して持ちこたえることができた。
2月26日、ハルキウ州知事のオレグ・シネグボウは、市全体がウクライナの支配下にあると主張した。アメリカ当局は、最も激しい戦闘はハルキウで起きていると報告した。
2月27日早朝、ロシア軍はハルキウのガスパイプラインを破壊した。午前中、ロシア軍がハルキウに入り、シネグボウ知事は市内で激しい戦闘が起こっていると報告した。ウクライナ内務省の顧問アントン・ヘラシチェンコは、市の中心部で街頭戦闘が行われていると発表した。
ロシア国防省のイゴール・コナシェンコフ報道官は、ロシア軍がウクライナの第302対空ミサイル連隊の降伏を確保し、471人のウクライナの兵士を捕らえたと発表したが、ウクライナ当局はこれを否定した。一方ウクライナ当局は、ハルキウに進出したロシア軍の車両少なくとも半分を破壊し、その中には全地形対応軍用車両ティーグル6台も含まれると主張した。
2月27日の午後、シネグボウ知事はウクライナ軍が街の完全な支配を取り戻したと報告した。彼は何十人ものロシア兵が降伏したこと、ロシア兵の士気喪失、彼らが使命を理解していないこと、そして燃料不足について不平を言っていたことを付け加えた。
2月28日、ヘラシチェンコ内務顧問は、ロシアのロケット弾による都市への攻撃で数十人の市民が死亡したと主張し、シネグボウ知事は11人の市民が死亡し数十人が負傷したと報告、ハルキウ市長イホル・テレホフは9人の市民が死亡し37人が負傷したと報告した。死亡者の1人はアルジェリアからの25歳の学生でロシアの狙撃手に殺害された。
同日、テレホフは、ロシア軍がハルキウで変電所の破壊を始めており、その結果、市内の一部の地域で電力、暖房、水道が断たれたことを報告した。また、ロシアの砲撃によって87軒の家屋が被害を受けたと付け加えた。また、ロシアの砲撃によってマールィシェウ記念工場が破壊されたと報告した。
さらに同日、ヒューマン・ライツ・ウォッチは、ロシア軍が市の三地区でクラスター爆弾を使用したと述べた。ヒューマン・ライツ・ウォッチは、クラスター爆弾の使用が2010年のクラスター弾に関する条約によって禁止されており、その使用は民間人にとって脅威であることから、「戦争犯罪を構成するかもしれない」と指摘した。

### 3月
3月1日の朝、ロシアのミサイルが市中心部の自由広場 (ハルキウ)を攻撃し、ハルキウ州行政庁舎の前で爆発した。またスロベニア領事館は爆発で破壊され、オペラハウス、コンサートホールも爆風の被害を受けた。地方当局によると少なくとも24人が負傷、29人が死亡した。
ウクライナのバイアスロン連盟は後に、この日にハルキウで殺害されたウクライナ側の兵士の一人がバイアスロン選手であり、元ウクライナ代表のイェウヘン・マリシェフであると発表した。

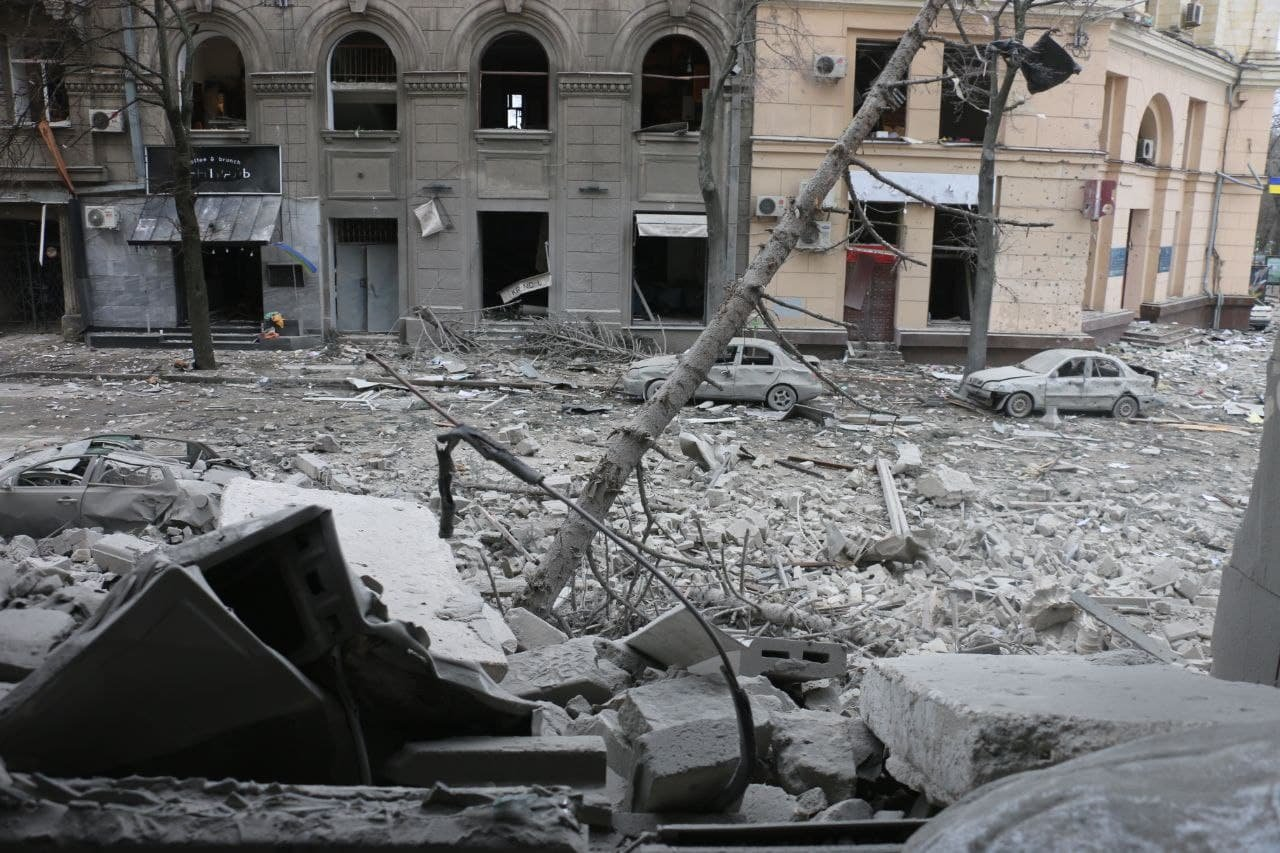
砲撃されたハルキウ中心街の通り

同日午後、ハルキウ国立医科大学に留学中の21歳のインド人学生が、ロシアの砲撃で死亡したと報じられた。現地のインド人学生コーディネーターによると、彼は朝、食料品を買うために並んでいた際に空爆に遭った。インド当局は後に、より広範な活動の一環として、すべてのインド国民をキエフから避難させたと発表した。なお、同日にウクライナに残っていた8,000人のインド人学生のうち、約半数はハルキウとスームィにいた。
ウクライナへの欧州安全保障協力機構（OSCE）特別監視ミッションのメンバーであるメイナ・フェニナも、同日の砲撃で死亡した。
3月2日、シネグボウ知事は、それまでの24時間で少なくとも21人が死亡、112人が負傷したと述べた。ロシアの空挺部隊がハルキウに降下展開し、空爆後のウクライナ軍の病院に突入を行い、ウクライナ軍の激しい衝突を引き起こした。地元当局者は後に、ウクライナ軍が依然として病院を支配していると主張した。
ハルキウ警察本部、陸軍士官学校、ハルキウ国立大学もまた、ロシアの砲撃により被害を受けた。住宅地もロシアのミサイルにより攻撃された。その後ロシアのミサイルは再び自由広場を襲い、いくつかの高層ビルに加えてハルキウ市議会ビル、およびソビエト連邦で最初の高層建築物であるデルジプロムが被害を受けた。
3月2日の夜、2発のミサイルがハルキウ領土防衛軍本部を攻撃した。民間人の避難所となっていた聖母被昇天大聖堂も、聖アントニーのカトリック教会とともに被害を受けた。CNNは、この週にロシアの砲撃によって標的となったハルキウの16箇所のうち、非市民地域は3箇所だけだったと伝えた。
3月6日、ハルキウの国立物理技術研究所がロシアの砲撃を受けた。核研究施設を擁する施設であり、大規模な生態系災害をもたらすと警告した。国際原子力機関は翌日、核研究施設が損傷したものの放射線漏れはないと述べた。地元の緊急事態当局によると、少なくとも8人の民間人が夜間の砲撃で死亡した。一方、市内のアゼルバイジャン領事館は深刻な被害を受け、アルバニア領事館は破壊された。
3月7日、ウクライナ国防省は、ウクライナ軍が第41統合軍副司令官であるロシアのヴィタリー・ゲラシモフ少将を殺害したと発表した。一方、ロシア軍の攻撃により、フェルトマンエコパークで動物に餌を与えるために囲いに入っていた民間人ボランティア2名が死亡した。
3月8日、シネグボウ知事は60万人以上の市民が鉄道を通じて都市から避難したと述べた。 
3月10日、ウクライナ国家非常事態局は、ハルキウでロシアの砲撃により子供2人を含む4人が死亡したと発表した。その後、ヘラシチェンコ内務顧問は、ロシアの空爆がハルキウ物理技術研究所を攻撃したと主張した。
3月14日、ロシアの砲撃が住宅地を襲い、2人の民間人が死亡、1人が負傷した。シネグボウ知事によると、同日の砲撃は65回におよび、一人の民間人が死亡し、600棟の住宅が破壊された。
3月16日、ウクライナ当局によると、ロシア軍の市場への砲撃で3人の民間人が死亡し、5人が負傷した。
3月18日、ハルキウ地方検察庁は、市のスロビツキー地区とモスコフスキー地区における住宅への砲撃について報告した。また、国立行政アカデミー国家行政研究所の建物が一部損壊した。ロシア軍のサルティブカへの砲撃により、ナチスの強制収容所から4回生き延び、ナチスの犯罪の記憶の保存に従事していたボリス・ロマンチェンコが96歳で死亡した。
3月19日、ハルキウ地方民軍管理局（HOVA）の局長に任命されたシネグボウ知事は、ハルキウの北部郊外は絶え間ない砲撃を受けており、市の中心部は砲弾とロケット弾に襲われていると述べた。彼は、多数の行政・文化的建造物が損傷・破壊されたと主張した。また、ウクライナ軍が反撃し、ロシア軍を都市の郊外から遠ざけたと述べた。
3月24日、ロシアの空爆がノヴァポシュタ事務所を襲い、6人の民間人が死亡、少なくとも15人が負傷した。 
3月26日、ロシアの砲弾がドロビツキー・ヤール・ホロコースト記念館の記念碑を損傷した。
3月28日、ハルキウ市長のイホル・テレホフは、開戦以来、市の住民の約30％がハルキウを離れたと述べた。シネグボウ知事は、ロシア軍が再びクラスター爆弾で市の近隣を攻撃したと報告した。彼はまた、いくつかの方面でウクライナ軍が反撃し、マラ・ロハンとヴィルヒウカから敵を排除したと主張した。
2022年3月31日、ハルキウに対するロシアの砲撃が強まる中、ウクライナ国境の北約40kmに位置するロシアの都市ベルゴロドにおいて、石油供給基地の爆発が発生した。ロシア当局はこれを2機のウクライナ軍のヘリコプターによる攻撃とし非難した。ロシアは同日、ハルキウの防衛拠点に対する高精度イスカンダル・ミサイル攻撃により、西側諸国からの「過激派や傭兵」100人以上を殺害したと主張した。

### 4月
4月2日、シネグボウ知事によると、ロシア軍はルハンスクとドネツク地域へ進むためにイジュームを迂回した。4月3日、ウクライナ政府は、ハルキウのロシア第3モーターライフル師団のロシア兵にウクライナ市民が毒入りケーキを配り、2人のロシア兵が死亡、28人が入院していると発表した。
ウクライナ軍の抗戦により、ロシア軍は限定的ながら都市の北への撤退を余儀なくされた。しかし4月4日、ウクライナの国防省は、ロシアが東から都市を奪うために新しい攻撃を開始する準備をしていると警告した。
4月14日から17日にかけてのハルキウへのロシアの砲撃により、18名の市民が死亡し、106名が負傷した。
4月17日、シネグボウ知事はテレグラムで、ウクライナの反攻によりバザリイエフカ村、レビャジェ村およびクトゥジフカ村の一部を奪還し、部隊はマラ・ロハン村の近くまで前進していると主張した。さらに、ウクライナ軍が「ジェット噴射によって」5台の戦車と10台の装甲車を破壊し、100人のロシア兵を殺害または捕虜にしたと述べた。
4月27日、ハルキウは部分的に包囲されたままであった。
4月29日、シネグボウ知事は、戦争が始まって以来、市内で2000以上の建物が損傷または破壊されたこと、4月28日に終日続いた砲撃により5人の民間人が死亡したと述べた。

### 5月
5月2日、米国のシンクタンク戦争研究所(ISW)は、ウクライナがハルキウの40km東にあるスタリイ・サルティヴを奪還したと伝えた。
5月6日、ISWは、ハルキウ付近の「広い弧を描いた」ウクライナの反攻により、ウクライナがいくつかの村を奪還したこと、さらにウクライナが「今後数日で、ハルキウに砲弾が届く範囲からロシア軍をうまく押し出すかもしれない」と報告した。
5月7日、ウクライナ軍がハルキウ周辺に駐留するロシア軍の押し戻しに成功し、都市がロシア軍の射程外となったと報道された。同日、ウクライナ軍はハルキウの北東の5村を奪還したと報告した。ニューヨーク・タイムズは、ウクライナ当局者の発表を引用し、ハルキウの戦いは終わっていないが、現時点ではウクライナが優勢で、ロシア軍が橋の破壊を行いながら撤退していると述べた。
5月11日、ウクライナ軍は4つの集落を奪還したと主張した。これが事実ならば、この反攻により、ウクライナ軍はロシアとの国境から数キロメートルの範囲内に入ることができたこととなる。
5月13日までにウクライナ軍は市を包囲しようとするロシア軍を押し戻し、翌14日、ISWは、ハルキウの戦いはウクライナの勝利と報じた。
5月16日未明、ウクライナ国防省は、同国軍がハルキウ州からロシア軍を撤退させ、ロシアとの国境地帯まで到達したと発表した。ヴィシェグラード諸国のニュースを主に扱うニュースサイトVisegrád 24は同日、「数週間の激戦の末、ウクライナ軍はロシアとの国境までウクライナの領土を奪還した。彼らは新しい国境標識を設置し、ゼレンスキー大統領に任務遂行を報告し、集合写真を撮影した」と動画とともに報じた。

### 9月
9月9日、米CNNによると、ウクライナ軍は「ロシア軍が甚大な損害を受けて軍の士気が下がっており、脱走兵が増えている」と発表した。SNSでは親ロシアのアカウントがロシア軍の失敗を相次いで批判した。ウクライナ軍は9月6日からウクライナ東部で反転攻勢に出ていた。
9月9日、ロイター通信によると、ハリコフ州駐在のロシア当局者は「ウクライナ軍がロシア軍の防衛線を突破した」として、ウクライナ軍が「実質的な勝利」を収めたと述べた。
9月10日、ウクライナの治安機関は、東部ドンバス地域の最前線に展開するロシア軍部隊への補給路となっているハルキウ州クピヤンシクをウクライナ軍の部隊が奪還したことを明らかにした。イジューム市長が米ニューヨーク・タイムズの取材に「今日解放された」と答え、SNS（交流サイト）ではウクライナ軍がイジュームの入り口で国旗を掲げる動画などが投稿された。
9月10日、ロシア国防省はウクライナ東部の重要な拠点となっているイジューム周辺からロシア軍の部隊を撤退させ、部隊の再配置を決めたと発表した。
9月11日、ゼレンスキー大統領は、「ウクライナ軍は東部ハルキウ州で反攻を強め、要衝のイジュムを奪還した」と宣言した。イジュムはロシア軍の補給路となっており、イジュムの奪還はウクライナ軍の大きな戦果となった。米シンクタンクの戦争研究所は10日、ロシア軍が統制の取れていない形で敗走していると分析した。ウクライナ高官は11日、ロシア軍が報復として、ハルキウ州の火力発電所を同日ミサイルで攻撃したと発表した。このことに、ゼレンスキー氏は「ハルキウ州とドネツク州の全域などで停電が起きた」、「ロシア軍は軍事施設ではなく、人々から光と熱を奪うのが目的だ」とし、ロシア軍の「テロ行為」を非難した。
9月12日、ウクライナ東部ハリコフ州に駐在するロシア側当局者は、ウクライナ軍が先週、同地域で行った大規模な反転攻勢について、「ウクライナ軍の兵力はロシア軍および親ロシア派の８倍だった」との見方を示した。
ハリコフ州のロシア当局者、ビタリー・ガンチェフはロシア国営テレビで、「ウクライナ軍はロシアがこれまでに制圧した同州北部の集落を奪還、ロシアとの国境に迫っている」、「約5000人の民間人がロシアに避難した」、「状況は刻々と厳しくなっている」、「ロシアのベルゴロド州との国境は現在閉鎖されている」と語った。
9月13日、ウクライナ軍はオスキル川渡河、複数箇所に陣地を設置したと伝えられた。 
9月16日、ウクライナ軍は、オスキル川東側にあるクプヤンシクの姉妹都市クプヤンシク＝ヴズロヴィイを奪還したと主張。
その後、ロシア軍はオスキル川の東にあるハルキウ州の小さな一帯のみを占領する状態となった。

### 10月　終結
2022年10月3日、ロシア軍はNyzhche Solone、ピドリーマン、Nyzhnya Zhuravka、ボロヴァ、Shyikivkaを撤退、ウクライナ側はハルキウ州のほぼ全ての支配権を取り戻し、ハルキウ州のロシアの軍民行政府は事実上崩壊した。

### 2024年
ロシア軍はハリコフ州で攻勢を強めているとされハリコフ州で12の集落を制圧した